# تبرسو
تبرسو، روستایی است از توابع بخش مرکزی شهرستان کلاردشت در استان مازندران ایران.

## جمعیت
این روستا در دهستان کلاردشت قرار دارد و براساس سرشماری مرکز آمار ایران در سال ۱۳۹۵، جمعیت آن ۳۲۰ نفر (۱۰۶خانوار) بوده‌است. مردم تبرسو از قومیت طبری هستند. مردم تبرسو به زبان طبری و گویش کلارستاقی سخن می‌گویند.